# Тінь сонця
«Тінь Сонця» — український фолк-метал-гурт із Києва. Учасник українських фестивалів, таких як «Захід-фест», «Холодний Яр», «Бандерштат», «Ше.Fest», «Respublica», «Woodstock Україна» тощо. Єдиний рок-гурт, в якому вже понад 15 років яскраву роль відіграє бандура.
Своєрідною візиткою карткою гурту є пісня «Козаки» (у народі «Їхали козаки»), під яку виходив на ринг боксер Олександр Усик; вона ж була обрана музичною візитівкою Національної збірної України з футболу на Євро-2016.

## Історія

### Перші роки (1999—2002)
Гурт заснували двоюрідні брати Сергій та Олексій Василюки 13 червня 1999. Тоді було зіграно першу власну пісню — «Зимні». Назва гурту з'явилася після сонячного затемнення у серпні 1999. З приходом до гурту колишнього однокласника Сергія — Андрія Безреброго, розпочалась активна музична діяльність.
Навесні 2001 року було записано перші студійні роботи, а згодом — дебютний альбом Тіні Сонця — «Святість Віри» (2002).
25 червня відбувся перший виступ — у Житомирі на фестивалі «Новий зоряний дощ».

### «Над диким полем» та «За межею» (2002—2005)
Навесні 2002 року гурт покидає Андрій Безребрий. Сергій Василюк більш як півроку знаходиться сам-на-сам з власними творчими пошуками. Захопившись «Iron Maiden», «Gods Tower», українською автентичною музикою, та поринувши у світ Запорізького козацтва з книжок Дмитра Яворницького, Сергій практично повністю змінює музичну та змістовну концепцію від поважченого романтичного року до heavy-folk з елементами progressive та виразно українськими текстами, побудованими на поєднанні славетного минулого з непростим сьогоденням. Так народжується «козацький рок».
Згодом до гурту приєднуються два гітаристи — Андрій Савчук та Анатолій Зіневич, які з великим ентузіазмом сприйняли ідею створення нетипового метал-гурту на той час, коли більшість київських метал-бендів співали російською або англійською, абсолютно не торкаючись патріотичних тем.
Першим барабанщиком гурту став Петро Радченко. Втім, уже влітку гурт фактично розпався, тож Сергій узявся за пошуки нових музикантів. У серпні 2003-го до гурту приєднались гітарист Володимир Манацюк, клавішник і гітарист Андрій Хаврук, а також барабанщик Костянтин Науменко. В цьому складі гурт напрацював першу велику концертну програму і зробив стрімкий крок вперед. Вже за півроку гурт грав у ПК КПІ.
Наприкінці серпня 2004 року «Тінь Сонця» отримали першу нагороду на конкурсному фестивалі «Подих». Слідом за цим гурт узявся за запис альбому і практично відразу перші його сингли зазвучали на «Радіо Rocks» та Національному Радіо. В цей же час гурт покидає Костянтин Науменко, займаючись власним гуртом Sunrise.
13 червня 2005 року вийшов дебютний альбом гурту «Над Диким Полем», побудований переважно на козацькій тематиці. Альбом видала мистецька агенція «Саме Так!» У серпні того ж року «Тінь Сонця» записує демо-альбом «За межею», куди увійшли інші пісні концертної програми: в них було більше артроку та progressive, тематично вони були поєднані темами української міфології.

### «Полум'яна Рута» (2005—2007)

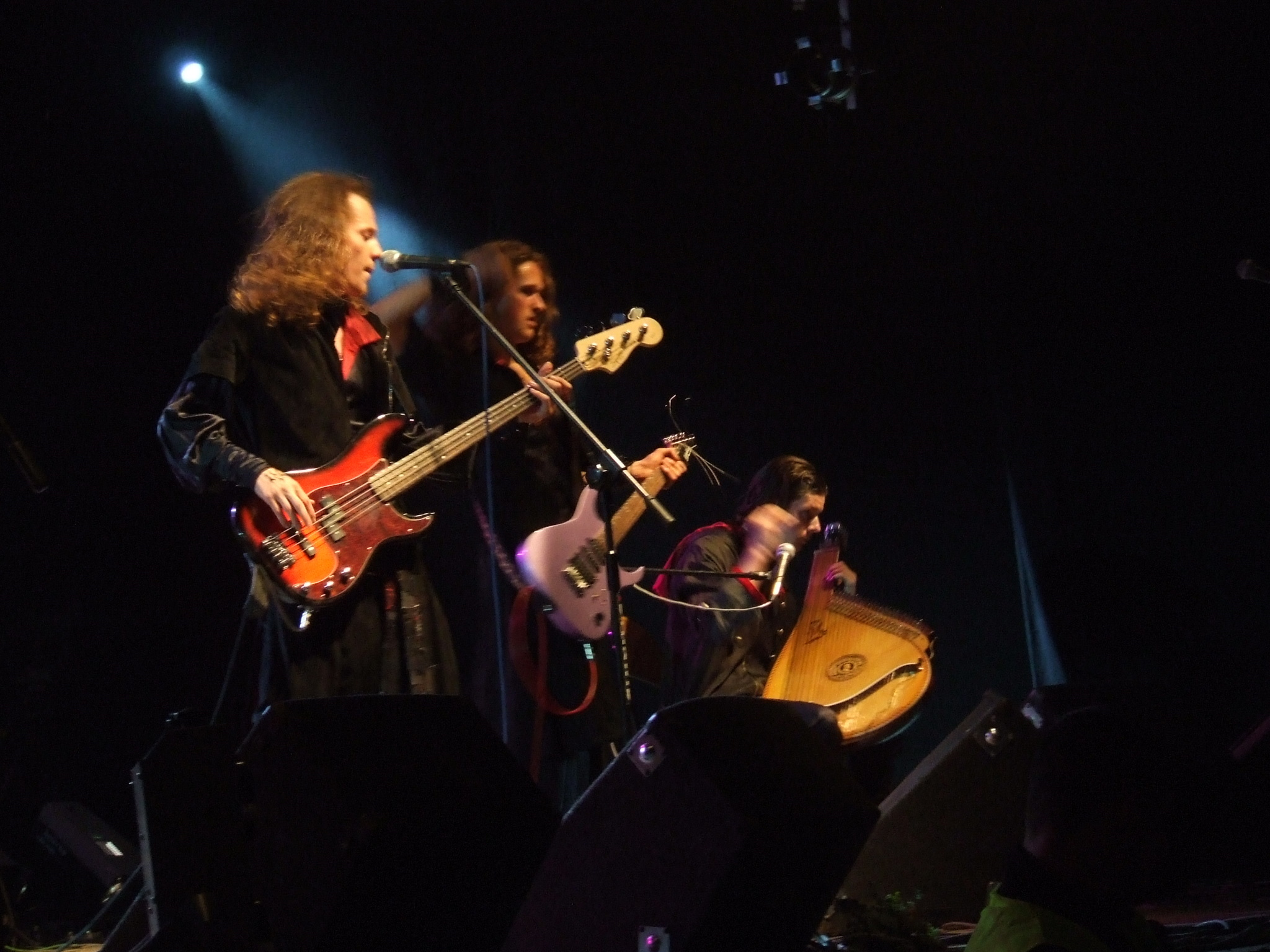
Тінь Сонця на фестивалі Басовище, 21 липня 2007 року

Було прийняте рішення збагатити саунд бандурою та скрипкою. Наприкінці серпня 2005 року до гурту приєднався бандурист Іван Лузан, трохи пізніше скрипалька Наталя Корчинська. Сергій Василюк ініціює прихід до гурту вокалістки задля поєднання чоловічого і жіночого вокалів в окремих піснях. Спершу до гурту прийшла Тетяна Сергійчук, але доволі швидко її замінила Наталя Данюк. Саме з нею були записані сингли «Даремно» і «Поле», які відразу стали хітами гурту. Проте наприкінці року гурт дійшов до висновку, що пісні з жіночим вокалом краще виокремити у паралельний проєкт під назвою Зачарований Світ. Втім, діяльність цього проєкту було тимчасово припинено через брак часу та мотивації.
Проте головною подією кінця 2005 року стала участь у триб'ют-альбому «Gods Tower» «Варта Вежы Багоў». Уперше за історію гурту був записаний кавер на пісню легенд білоруського металу: українською інтерпретацією пісні «Twilight Sun» стала «Пісня Чугайстра». Кавер від «Тінь Сонця» був визнаний найкращим на триб'юті і вивів гурт на білоруську сцену та хіт-парад «Тузін гітоў».
На зламі 2005—2006 років відбулася чергова зміна в складі. Скрипальку Наталю Корчинську замінила Соня Рогальська, ставши на багато років окрасою та незамінним учасником гурту. Також, до гурту прийшов Кирило Момот, у минулому лідер та гітарист гурту «Другого Подиху» з Кам'янського. Зігравши кілька концертів у ролі сесійного музиканта на барабанах, він посів місце лідер-гітариста. Кирило залучив до творчого процесу свої розробки з репертуару «Другого Подиху». Так з'явилися пісні «Козаки» та «Свобода», виконані у переробці «Тіні Сонця». Козаки вже за короткий час стали візитною карткою гурту, а згодом увійшли до нового альбому «Полум'яна Рута».
Тривалі пошуки ударника закінчилися з приходом до гурту молодшого брата Андрія Хаврука — Володимира, Андрій же остаточно «змінив» клавіші на гітару. У такому складі (С. Василюк, А. Хаврук, В. Хаврук, К. Момот, С. Рогальська, І. Лузан) почалася робота над наступним альбомом «Полум'яна Рута», який було записано 2006 року на студії «Пушкін Рекордс».
16 березня 2007 у Києві в культурно-мистецькому центрі Києво-Могилянської Академії відбулася презентація нового альбому, виданого мистецькою агенцією «Нашого Формату». Концерт зібрав без перебільшення аншлаг. Слухачі зустріли альбом доволі схвально, тематика сягає від часів дохристиянської Русі до часів козаччини. До альбому також увійшло кілька рімейків пісень з демо-альбому «За межею». До альбому було включено білоруськомовну версію «Пісні Чугайстра» у перекладі білоруського поета та музичного критика Вітавта Мартиненка.
Після цього «Тінь Сонця» тривалий час займалася вдосконаленням музичного матеріалу, створювала переробки старих пісень на новий лад. З оновленим звучанням відродилися пісні «Вітер з гаєм розмовляє», «Козача могила», «Вільним небокраєм», «Наша Мадонна» та «Хрестини вовкулаки». «Тінь Сонця» запрошують виступити на фестивалях у різних містах України, колектив відвідав Польщу та Білорусь.

### «Танець Серця» (2008—2012)

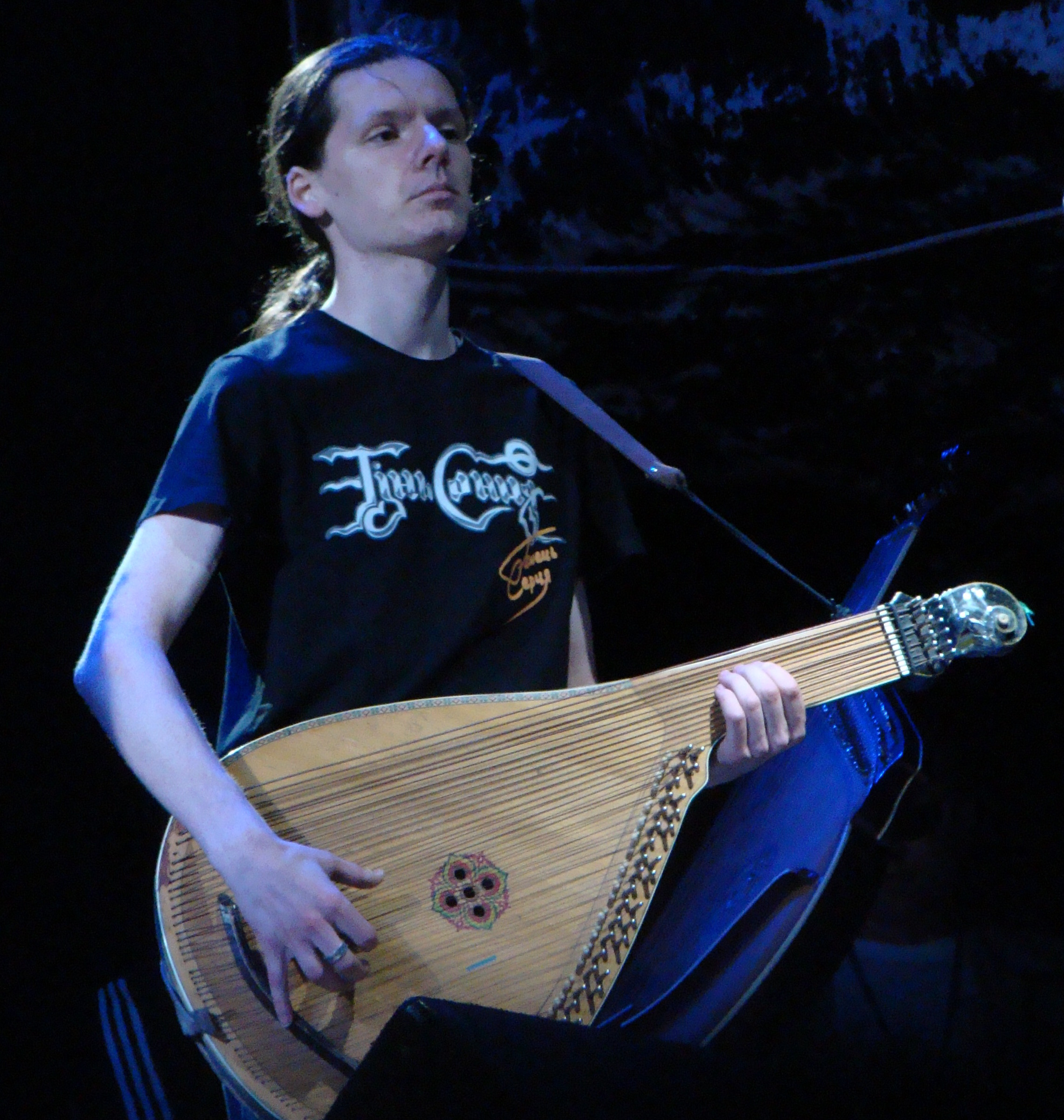
Іван Лузан у складі гурту «Тінь Сонця», під час фестивалю Підкамінь, 22 липня 2011

2008 рік став для гурту кризовим, що пояснювалося різним баченням як успіхів, так і невдач колективу. З різних причин творчі шляхи розійшлись із Кирилом Момотом. Наприкінці 2009 року гурт покинула скрипалька Соня Рогальська, обравши класичну музику як пріоритет своєї творчої діяльності. Гідної заміни Соні не знайшлось, відтак 2010 року гурт повернувся до більш металічного звучання. До колективу ненадовго приєднався гітарист Олексій Демченко, а згодом до гурту залучили басиста Івана Григоряка. На початку 2010 року Сергій Василюк видав свій перший сольний альбом «Сховане обличчя» і здійснив сольний тур Україною.
В червні 2010 року «Тінь Сонця» презентували дебютний кліп на пісню «Місяцю мій». Режисером кліпу став Анатолій Попель. Наприкінці року до колективу приєднався молодий гітарист, брат Івана Лузана, Микола.
2 квітня 2011 року в Києво-Могилянській Академії було презентовано альбом Танець Серця — найбільш різноплановий і чимось подібний до збірки кращих пісень (до нього увійшли нові версії пісень «Козача Могила» та «Хрестини Вовкулаки»). Альбом позитивно оцінив відомий український рок-критик Олександр Євтушенко.
У 2012 році гурт традиційно виступає на літніх фестивалях — «Захід-фест», «Бандерштат», «Вишиванка-фест», «Зашків» та інших. Бас-гітариста Івана Григоряка спершу тимчасово, а потім на постійній основі до кінця 2013 року замінив Сергій Гавара. Наприкінці року гурт покидає Андрій Хаврук — одна з найяскравіших постатей «Тінь Сонця». Причиною тому стають особисті причини. Такий відхід, хоч і вкрай засмутив шанувальників, та все ж принципово не позначився на діяльності гурту.

### «Грім в ковальні Бога» (2013—2014)
З 2013 року позицію соло-гітариста «Тінь Сонця» зайняв Руслан Мікаєлян. В соціальних мережах проходять презентації нових композицій — «Коли на серці сумно», як вітання фанатів з новорічними святами та «Ніколи не плач» яка присвячена героям Крут та приурочена до 95-ї річниці бою під Крутами.
22 лютого 2013 року у Львові «Тінь Сонця» дає аншлаговий концерт у клубі «Химера».
4 квітня «Тінь Сонця» з піснею «Козаки» виступає на відкритті центрального матчу чемпіонату України з футболу «Динамо» — «Шахтар».
18 травня 2013 року зусиллями команди Тінь Сонця, зокрема Сергія Василюка та волонтерської групи у Києві був проведений перший фестиваль «Фортеця КИЇВ», який у якому взяли участь такі гурти, як «Веремій», «Фолькнери», «Проти Ночі», «Колір Ночі» та інші.
Восени 2013 року гурт зосереджується на записі нового альбому, що проходить на студії Івана Лузана «Soncesvit Studio». Незважаючи на чудову взаємодію на студії між Сергієм та Іваном виникають суттєві стратегічні та ідеологічні розбіжності.
Альбому «Грім в ковальні Бога» було презентовано у Львові 15 лютого 2014 року, до якого увійшли пісні, авторами текстів якого є відомі письменники. Зокрема, текст композиції «Збої» написав український письменник Сергій Пантюк, а музика пісні «Косарі» писалася на вірш українського поета Яківа Щоголіва. Презентація альбому відбулася якраз напередодні особливо трагічних подій на Майдані під час Революції Гідності. Частину туру в підтримку альбому було вирішено перенести.
На початку весни цього ж року «Тінь Сонця» припиняє співпрацю з Іваном Лузаном, його місце займає Юрій Миронець.
|                                                  | Про це важко говорити, і ми вирішили не виносити це назовні. Тепер ми граємо з Юрком Миронцем (він зі «Шпилястих кобзарів»). Юрко дуже гарно влився в колектив, подобається шанувальникам. У нього є свій стиль: в Івана він був більш готичний, а в Юрка — запальний, енергійний. Але так чи інакше, практично з усіма колишніми членами гурту ми лишилися в дуже добрих стосунках. |
| — Сергій Василюк для сайту "Інтерв'ю з України", | |

У кінці 2014 року, з різницею в один день про вихід з гурту повідомляють Микола Лузан, Руслан Мікаєлян та бандурист Юрій Миронець та пізніше створили власний гурт. Сергій Василюк запевняє шанувальників, що гурт продовжить існування.

### «Буремний край» (2015—2016)
На початку січня 2015 року було оголошено імена нових гітаристів гурту. Ними стали Іван Григоряк (до серпня 2014 року грав на бас-гітарі) та Андрій Карманович. Дещо пізніше був представлений і новий бандурист — Олег Слободян. В цьому складі відразу було записано ряд нових синглів. Незважаючи на кадрові перипетії, за кількістю концертів 2015 рік став ще більш успішнішим за попередній: було зіграно понад 60 концертів, поміж яких чимало відбулося у зоні бойових дій.
Окрасою стали концерти у Бахмуті та Кураховому, а пісня «Меч Арея» (переспів думи Василя (Живосила) Лютого) навіть стала одним із неформальних «гімнів АТО» серед військовослужбовців ЗСУ, зібравши понад 1 млн переглядів на YouTube.
За підсумком голосування уболівальників на офіційному сайті Української асоціації футболу пісня «Козаки» випередила хіт «Океан Ельзи» «Вставай!» і стала супроводжувати збірну України з футболу на чемпіонаті Європи з футболу Євро-2016 у Франції.
До 2016 під композицію «Козаки» виходив на ринг відомий український боксер Олександр Усик, але в 2016 загострився конфлікт з Олександром Усиком після його висловлювань на адресу творців пісні «Козаки» та через розбіжності у поглядах самого боксера, автора пісні та гурту Тінь Сонця, боксер змінив пісню на композицію Василя Жадана «Браття».
У 2016 до гурту повертається бас-гітарист Сергій Гавара, а пізніше до гурту приєднується друг Сергія, гітарист та скрипаль, Антон Которович.
14 жовтня 2016 у День захисника України та свято Покровибуло презентовано новий альбом  — «Буремний край» вмістив у себе десять треків, зокрема нову версію пісні «Вітер з гаєм розмовляє», яка вже була на демо-альбомі «За межею», в основу якої ліг вірш Тараса Шевченка, та гімн ОУН «Зродились ми великої години».
Після виходу альбому гурт відправився у тур Україною на підтримку нового альбому. Тур розпочався з Харкова, відвідавши при цьому 20 міст, включаючи міста зони АТО і представив найдовшу в історію гурту концертну програму — близько двох з половиною годин.

### «Зачарований світ» (2017—2018)
Спершу, у 2005, проєкт «Зачарований Світ» планувався як автономне музичне утворення в рамках «Тінь Сонця». Це мав бути інший гурт, з власними виступами, власним матеріалом, а провідну роль в ньому мала відігравати вокалістка Наталя Данюк. Однак, з різних причин проєкт так і не вдалося реалізувати, і з-поміж усіх пісень вдалося записати тільки «Даремно» і «Поле». Тому було вирішено трохи урізноманітнити творчий доробок «Тінь Сонця» та випустити ці композиції у окремому повноформатному альбомі. Проте, до фінальної версії альбому увійшли не всі композиції, що планувалося включити до сайд-проєкту.
Перед виходом альбому, гурт презентував три сингли: «Закохані вогні» 12 лютого 2017, «Останні ночі без тебе» за участю Христини Панасюк — 17 червня, «Осінь. Ти моя весна» 29 вересня 2018.
1 листопада 2018 відбулася офіційна презентація альбому. Окрім Христини Панасюк, у альбому є ще декілька запрошених вокалісток, а саме Ірина Василенко з гурту Mysterya взяла участь у записі композицій «Я так люблю тебе» і «Даремно», а Дар'я Науменко з гурту NOVI заспівала у пісні «В долонях ніч».
Сергій Василюк так описав цей альбом та його стиль:
|  | Це особлива сторінка нашої історії, тому що це по суті колекція усіх наших романтичних пісень за багато років. Деякі з них нові, інші мають довжелезну історію, а кілька з них входили до паралельного проєкту „Зачарований Світ“. Так вийшло, що в пам'ять про той проєкт, до якого руки так і не дійшли, ми вирішили назвати новий альбом. Одразу хочу заспокоїти наших фанів. Це не є відступом від наших музичних традицій. Скажімо так, це є розширенням обріїв. Ця романтика теж є доречною, особливо цієї осені, в цей досить непростий час. |

### 2020 рік
В 2020 році піснею «Слобожанський рок-н-рол» гурт долучився до акції «Так працює пам'ять», присвяченої пам'яті Данила Дідіка і всім, хто віддав життя за незалежність України.

### Поточний склад

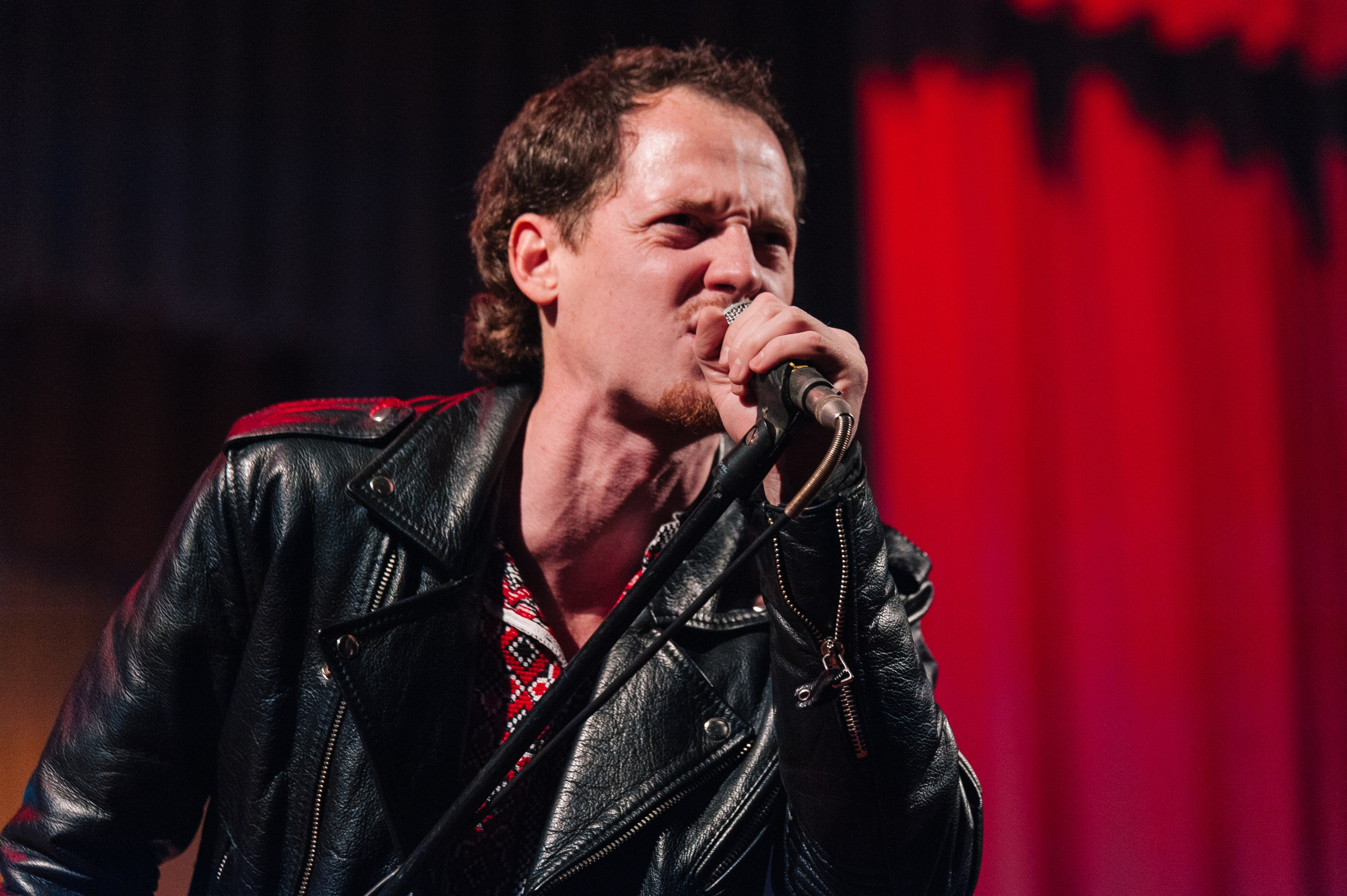
Сергій Василюк (вокал, бас-гітара)

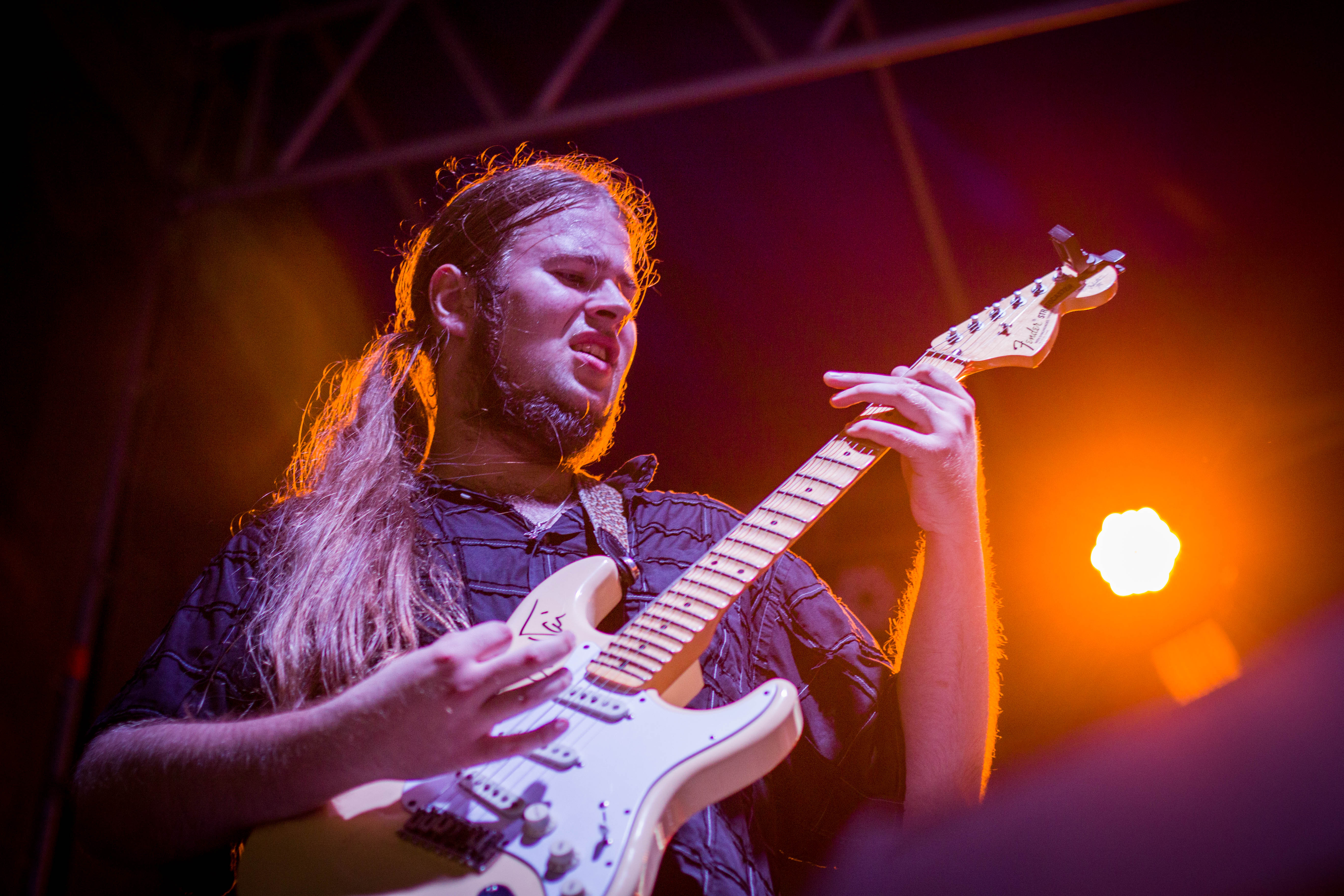
Антон Которович (гітара)

## Учасники
| - Сергій Василюк — вокал, бас-гітара, акустична гітара (з 1999) - Антон Которович — гітара, скрипка, вокал (з 2016) - Владислав Ваколюк — бандура (з 2019) - Пилип Харук — ударні (з 2020) - Zlatoyar Bass — бас (з 2021) | - Олексій Василюк - Андрій Безребрий — гітара (1999—2002) - Андрій Савчук — гітара (2002—2003) - Анатолій Зіневич — гітара (2002—2003, 2005—2006) - Петро Радченко — ударні (2003) - Костянтин Науменко — ударні (2003—2005) - Володимир Манацюк — гітара (2003—2005) - Сашко Коломієць — бас-гітара (2004—2005) - Олександр Гребньов — ударні (2004—2005) - Наталя Данюк — спів (2005) - Кирило Момот — гітара (2006—2008) - Наталя Корчинська — скрипка (2005) - Петро Троць — ударні (2005) - Тетяна Сергійчук — спів (2005) - Софія Рогальська — скрипка (2006—2009) - Олексій Демченко — гітара (2010) - Андрій Хаврук — гітара, клавішні (2003—2012) - Іван Григоряк — бас (2010—2012, 2013—2014), гітара (2015—2016) - Володимир Хаврук — ударні (2005—2017) - Іван Лузан — бандура (2005—2014) - Юрій Миронець — бандура (2014) - Олег Слободян — бандура (2015—2018) - Руслан Мікаєлян — гітара (2013—2014) - Микола Лузан — гітара, спів (2011—2014) - Сергій Гавара — бас (2012—2013, 2016—2017) - Андрій Карманович — гітара (2015—2017) - Володимир Пироженко — гітара (2018) - Юрій Іщенко — ударні (2018—2020) |

## Дискографія
| - Над Диким полем (2004) - Полум'яна Рута (2007) - Танець Серця (2011) - Грім в ковальні Бога (2014) - Буремний Край (2016) - Зачарований Світ (2018) - На небесних конях (2020) - Тернистий шлях (2021) - Танець (2019) - Мчать козаки (2019) - Святість віри (2002) - За межею (2005) | - Зачарований Світ — (2005) — невиданий сайд-проєкт з вокалісткою Наталією Данюк - Сховане обличчя (2010) — сольний альбом Сергія Василюка - Легенди з Книги Джунглів (2011) - Варта Вежы Багоў — триб'ют Gods Tower (2005) - Прэм’ер Тузін 2006 (2006) - Чарнобыльскі вецер (2006) - Мазепа-Фест 2007 (2007) |

### Музичні відеокліпи
| Назва відеокліпу        | Рік  | Режисер                | Примітки             |
| ----------------------- | ---- | ---------------------- | -------------------- |
| «Місяцю мій»            | 2010 | Анатолій Попель        |                      |
| «Закохані вогні»        | 2017 | Володимир Кареба       |                      |
| «Останні ночі без тебе» | 2017 | PicOi! LIVE Production | Концертний відеокліп |
| «Моя Україна»           | 2020 | Оксана Подиман (відео) | Ліричний відеокліп   |
| «Заколисав»             | 2020 | Вікторія Грицюта       |                      |
| «Проміння»              | 2020 | Пилип Харук (відео)    | Ліричний відеокліп   |
| «Живі, як ангели»       | 2021 | —                      | Ліричний відеокліп   |

## Цікаві факти
- Пісню «Їхали козаки» уболівальники обрали піснею збірної України з футболу на Євро-2016. Вона звучала перед оголошенням складу команди[16].
- Окрім пісень українською і білоруською, «Тінь Сонця» виконувала кавер-версії на пісні «Jest taki samotny dom» гурту «Budka Suflera» польською мовою[42] і «Мухамбазі» ансамблю «Орера[ru]» грузинською[43].